# Nu couché bleu
Pour les articles homonymes, voir Nu couché (homonymie).
Nu couché bleu est une huile sur toile réalisée par Nicolas de Staël en 1955. Elle est répertoriée à cette date dans le catalogue raisonné de Françoise de Staël sous le no 1099. Elle fait partie de la série des nus couchés à laquelle appartient, Nu : une inconnue, nu couché, et aussi le très éclatant Grand nu orange, 1954, contresigné au dos par le peintre en 1954. , ainsi que Nu couché (Nu), huile sur toile (1954), collection particulière, acquise par une personne de nationalité américaine le mardi 6 décembre 2011 lors d'une vente à Paris pour plus de 7 millions d'euros. 
Nu couché bleu est le dernier de la série des nus, est aussi le plus grand format 114 × 162 cm, collection particulière C'est l'un les derniers tableaux peints par de Staël peu avant sa mort tragique. 
Ces quatre huiles ont été peintes entre 1953 et 1955 respectivement à Lagnes, Ménerbes, et Antibes. Elles sont parmi les toiles plus importantes sur le thème du nu couché sur toute la période d'étude du nu de Nicolas de Staël, qui compte aussi un grand nombre de petites études : 13 huiles sur toiles de petits formats, ainsi que deux grand formats : Figure (Staël 1953) huile sur toile verticale 100 × 73 cm, ni signée, ni datée, mais fort probablement peinte en 1952, répertoriée dans le catalogue raisonné sous le no 719, et Figure debout (Figure), 73 × 100 cm, no 720 du catalogue, non signé, non daté, avec la mention : peint en Provence . 
Nu couché bleu est précédé de très peu par deux nus peints à Antibes: un nu debout :  Nu gris de dos (Nu debout: Nu gris), (1954-1955), format vertical 162 × 97 cm, et un nu assis format horizontal qui mélange le sujet de l'atelier dans lequel se tient une femme nue, assise : Intérieur, Esquisse, 1954-1955, ni signé ni daté, 130 × 195 cm.

## Contexte
Cette toile s'inscrit dans la lignée des recherches du peintre sur la figure féminine et poursuivie avec un très grand nombre d'études de nus. Dans le catalogue raisonné, Nu : une inconnue, nu couché est précédé de treize études de nus couchés, assis, accoudés, debout, tous datés de 1953. Ce sont des huiles sur toile de petits formats à l'exception de deux grandes toiles citée plus haut : Figure (Staël 1953) huile sur toile verticale 100 × 73 cm et Figure debout (Figure), 73 × 100 cm. 
Anne de Staël a étudié attentivement toutes les étapes des recherches de son père sur le nu, en particulier les œuvres et dessins sur papier, et elle a accordé une importance toute particulière aux nus à l'encre de Chine que Staël a réalisé l'année précédente en 1952. En particulier l'encre de Chine intitulée Nu 1953 (encre de Chine), 41,3 × 53,7 cm qu'elle reproduit dans son ouvrage Staël, du trait à la couleur et qui figure dans l'exposition d'Antibes La figure à nu, hommage à Nicolas de Staël en même temps que Nu couché bleu (1955), Portrait d'Anne (1953).
À cette date, Staël se retrouve seul à Antibes où il a installé son atelier après avoir quitté sa famille l'année précédente, au mois d'août. Il est tombé amoureux fou d'une femme marié, Jeanne Mathieu qui habite le Luberon où lui-même a son atelier à Ménerbes. Cependant, Jeanne Mathieu et son mari vont s'installer à Grasse, Staël prend alors un atelier à Antibes pour se rapprocher d'elle . Mais ce rapprochement l'éloigne au contraire. Jeanne se fait de plus en plus distante, elle refuse les toiles qu'il lui donne, ne vient qu'à quelques rendez-vous. Staël la suit en voiture, désespéré. De plus en plus seul, abandonné par son "ami" René Char qui s'est détourné de lui en apprenant sa liaison. C'est pourtant lui qui lui a présenté Jeanne .
Il ne lui reste que les fidèles Jacques Dubourg, et Pierre Lecuire qui tiendront lieu de messager entre le peintre et sa famille.
Son désespoir n'entame pourtant pas sa rage de peindre, des formats de plus en plus grands avec des pâtes de plus en plus fines.

## L’œuvre
Nu couché bleu dégage une force particulière. C'est un tableau presque physique qu'Harry Bellet trouve écrasant au premier abord, mais dont il reconnaît, en deuxième lecture, qu'il s'agit là : « … d'une splendide négation faite par avance à tous ceux qui ont pu voir dans le décès tragique du peintre, l'aveu d'une prétendue impuissance. Par son apparente simplicité, il égale les plus beaux Matisse. Par son autorité complexe, il rejoint le maître Vélasquez. »
Les coups de pinceaux font vibrer les cuisses, les jambes, la tête rejetée en arrière avec une épaisse chevelure brune : le tableau donne l'impression que le sujet bouge, que le fond que le fond rouge vif qui occupe presque la moitié du tableau est comme une« puissante vague qui empoigne le ventre du modèle, ainsi violenté par la couleur. »
Expression-même du désir et de la jouissance physique, Daniel Dobbels considère plutôt que ce nu couché est pris dans un masse blanchâtre (le lit sur lequel est couché la femme), qui semble monter au rouge, et que le bleu du corps l'en dégage. Un bleu très dense qui s'estompe en ombre invisible .
Jean-Claude Marcadé, trouve que l'on ne décèle pas, dans les toiles de Staël, l'expression de son drame, de sa solitude et de sa désolation. « Si l'œuvre de Staël nous était parvenue dans une bouteille jetée à la mer, nous ne verrions aucune trace de sa tragédie existentielle. » En particulier, Marcadé ne partage pas le point de vue de l'ami de David Cooper, John Richardson, à propos des Mouettes : « dotées d'un pouvoir menaçant (...) sur une mer désolée. », ni celui de Germain Viatte qui trouvait que les peintures de Staël étaient presque toutes marquées par « l'angoisse et l'atroce solitude du peintre ». 
Cette atroce solitude lui était nécessaire pour son accomplissement. « Un peu, toutes proportions gardées, comme le vieux Tolstoï se dirigeant vers un désert et mourant dans une gare obscure. »

## Expositions
Ce tableau a été très souvent exposé, dès 1955 à Antibes, à Paris en 1956 et de nouveau en 1981 au Grand Palais (Paris) lors de la rétrospective Staël. La liste de lieux où il a été exposé est longue. En 1997 on en comptait déjà 12 dans le catalogue raisonné. Depuis lors, il a été montré de nombreuses fois et en particulier, il fait partie de l'exposition d'Antibes jusqu'au 7 septembre 2014 intitulée : La Figure à nu, hommage à Nicolas de Staël, dont le reportage-vidéo de V. Varin, E. Jacquet, et N. Brancato montre, dans l'ordre d'apparition à l'image : Nu couché bleu (1955), Figures (Staël) (1953), Femme assise (Staël) (1953), Figure, nu assis, figure accoudée 1953, une version du Parc des Princes, (1952), Portrait d'Anne (1953), Le Concert (Le Grand Concert : L'Orchestre), 1955, huile sur toile 350 × 600 cm (1955), dernier tableau de Staël appartenant au Musée Picasso (Antibes), avec les commentaires de Anne de Staël et de Jean-Louis Andral, directeur des musées d’Antibes.